# Fort de Taillefer
Le fort de Taillefer se trouve sur la principale pointe de la côte nord-est de Belle-Île. Croisant ses feux avec la batterie de Ramonet, le fort de Taillefer veille sur l'accès au principal port de l'île, celui du Palais. 

## Description
L'ensemble des fortifications de Taillefer est constitué de plusieurs éléments construits au fil du temps. Nous retrouvons un corps de garde crénelé du type de 1846, un sémaphore construit en 1861, des vestiges d'une première batterie construite en 1880, d'une seconde batterie datant de 1890 ainsi qu'une dernière batterie construite vers 1930 qui se compose de quatre cuves bétonnées accompagnées de niches à munitions. Plusieurs éléments ont disparu totalement : une batterie datant des XVIIe ou XVIIIe siècle ainsi que le parapet rattaché à une batterie de 1859. En fait, le site dans son ensemble a été altéré par les travaux successifs.
Au nord-ouest du fort, l'espace est occupé par une batterie des années 1880. Cette partie se composait initialement de deux plates-formes semi circulaires pour canons de 240 mm, un parapet terrassé ainsi qu'un emplacement pour pièce de 160 mm à chaque extrémité du site. De l'organisation défensive de la batterie côté terre, il ne subsiste aujourd'hui que le pont-levis.

## Histoire

### DuXVIIeauXVIIIesiècle

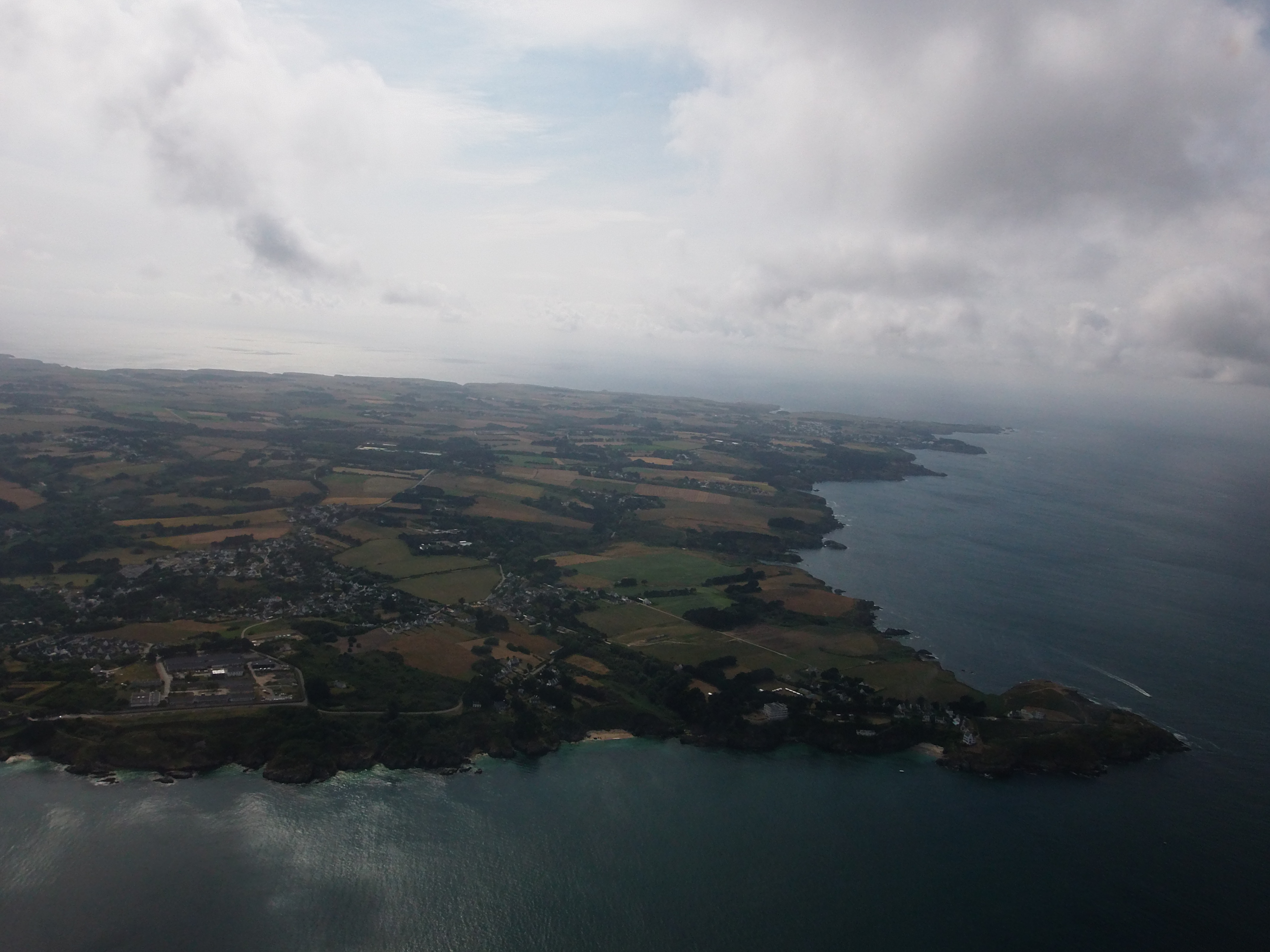
Pointe de Taillefer.

Les premières fortifications sur la pointe de Taillefer apparaissent à la suite d'une visite de Sébastien Le Prestre de Vauban en 1689. Il préconise durant son inspection d'édifier une batterie, qui est alors attestée à partir de 1692. Vers la moitié du XVIIIe siècle, le fort est armé de six canons et d'un mortier, cependant, une restauration doit être réalisée dans les années 1770, ainsi qu'à partir des guerres de la Révolution et de l'Empire. Ces réaménagements comprennent notamment la construction d'un four à réverbère.

### Modernisation des installations auXIXesiècle
La batterie de Taillefer fait partie des sites dont le réarmement est jugé nécessaire en 1830-1831, ainsi, deux pièces d'artillerie sont ajoutées. De plus, en 1841, la « Commission mixte d'armement des côtes de la France, de la Corse et des îles », envisage la construction d'un corps de garde. C'est finalement vers 1860 que l'on achève le réduit défensif type 1846. Le premier sémaphore semble également avoir été construit vers la moitié du XIXe siècle, peut-être en 1861.

À partir des années 1880, la modernisation de l'artillerie réclame une nouvelle intervention sur les fortifications de Belle-Île. C'est à cette époque que la batterie reçoit une enceinte défensive percée d'un portail d'entrée implanté sur sa face droite. Deux pièces d'artillerie sont ajoutées, et un corps de garde modèle 1846 est achevé dans les années 1860. C'est également à cette époque que le sémaphore est édifié, peut-être en 1861.

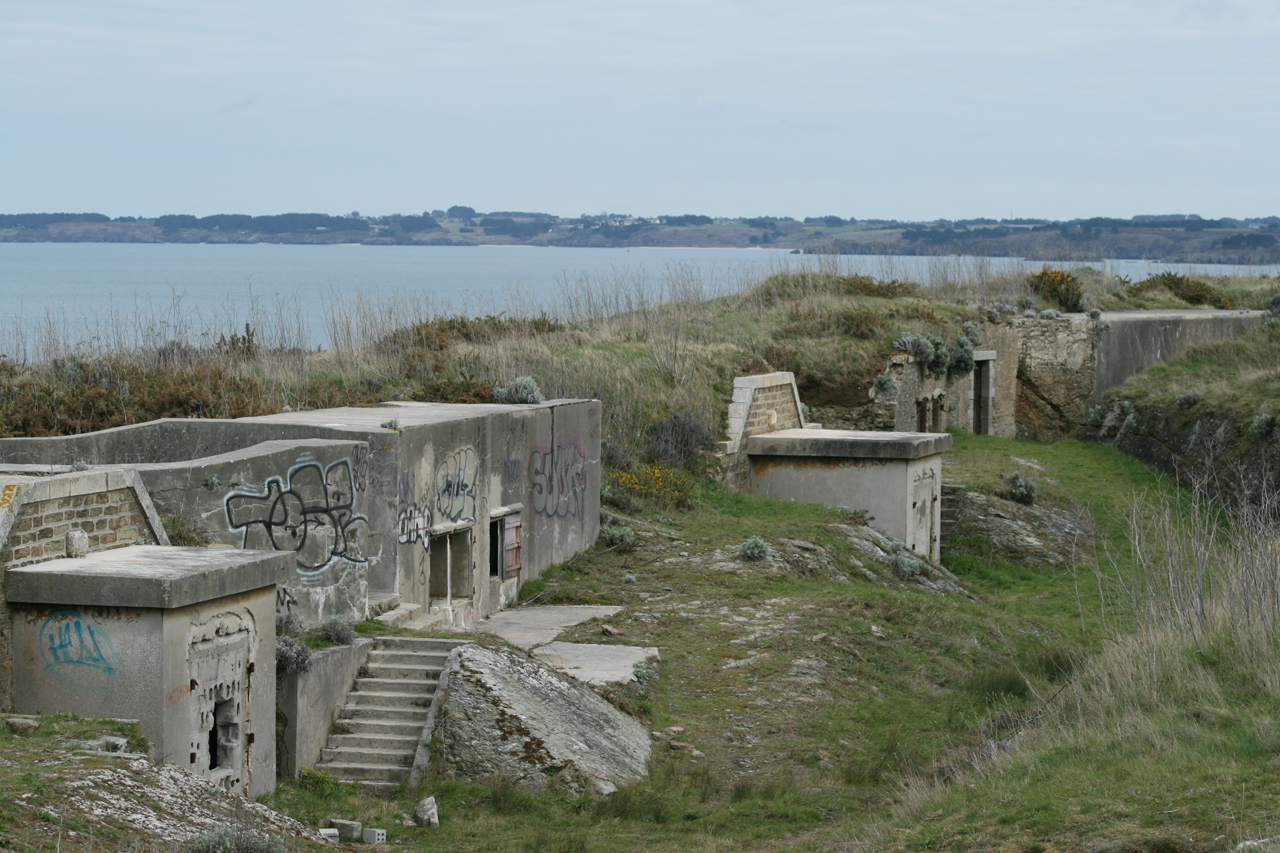
Batterie de 240 mm.

La modernisation de l'artillerie dans les années 1880 impose une nouvelle intervention sur le fort, en particulier l'aménagement d'une enceinte fortifiée percée d'une entrée située sur sa face droite. De plus, deux plateformes pour pièce de gros calibre sont aménagées, afin de permettre à la batterie de croiser ses tirs avec les pièces de la presqu'île de Quiberon.
Enfin, l'apparition dans les dernières décennies du XIXe siècle de l'obus torpille, impose une nouvelle campagne de modernisation, notamment via l'aménagement d'une nouvelle plateforme d'artillerie pour quatre canons de 240 mm. Afin de desservir ces pièces, un magasin sous roc est construit, avec un monte-charge ainsi qu'un réseau de voie ferrée pour wagonnets. Deux petites batteries de 95 mm sont également aménagées, l'une à droite de la nouvelle plateforme de 240 mm, l'autre à gauche de l'ancienne batterie.

### Les deux conflits mondiaux jusqu'à nos jours

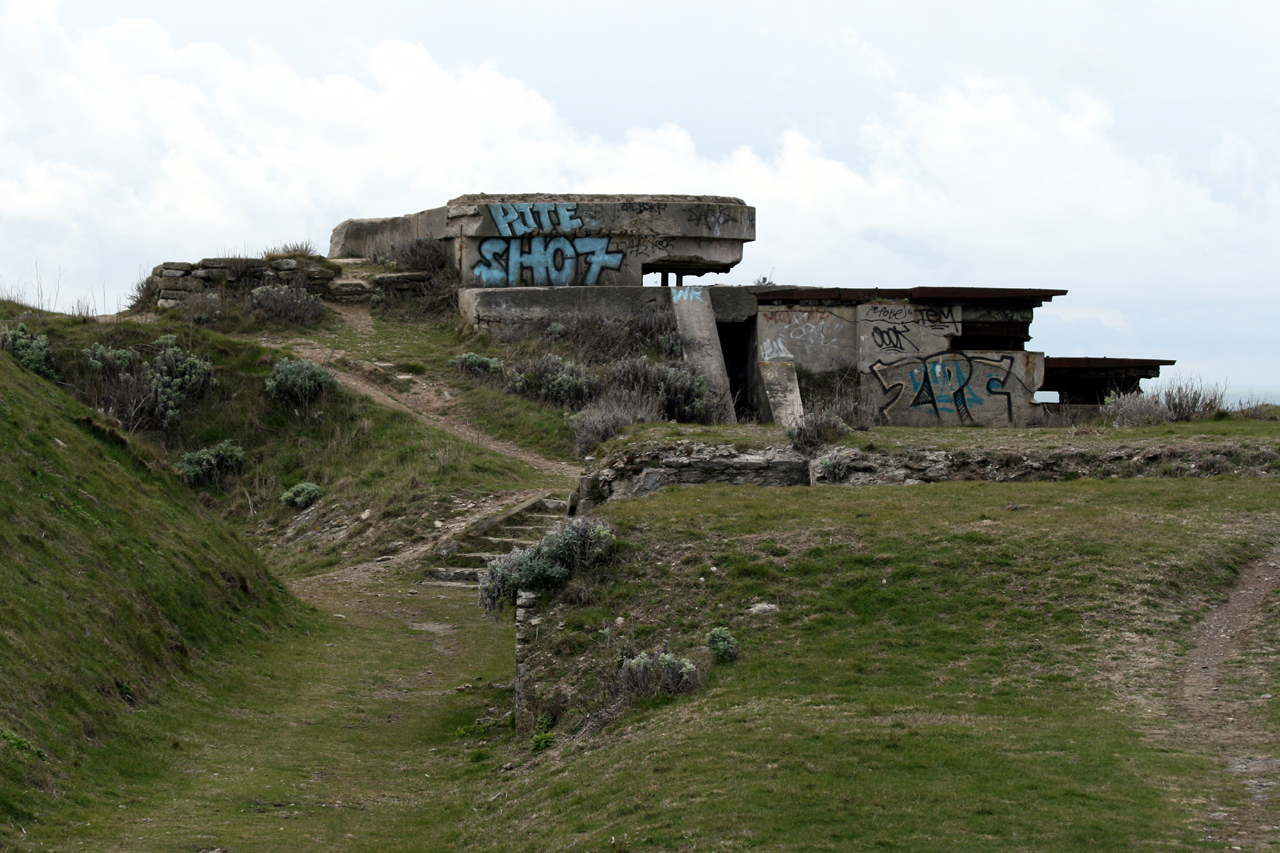
Poste de direction de tir (PDT) de la batterie, édifié dans les années 1930.

Comme pour beaucoup de batteries côtières françaises, les canons de gros calibre du fort sont envoyés sur le front pendant la Première Guerre mondiale. Durant les années 1930, deux pièces de 140 mm sont aménagées sur des ouvrages bétonnés, et un poste de direction de tir est construit. L'armée allemande occupe le site après la défaite de 1940, et l'ensemble est finalement désarmé après la Seconde Guerre mondiale. Le sémaphore est encore occupé par la Marine française de nos jours.

## Annexe